# Turmkorb

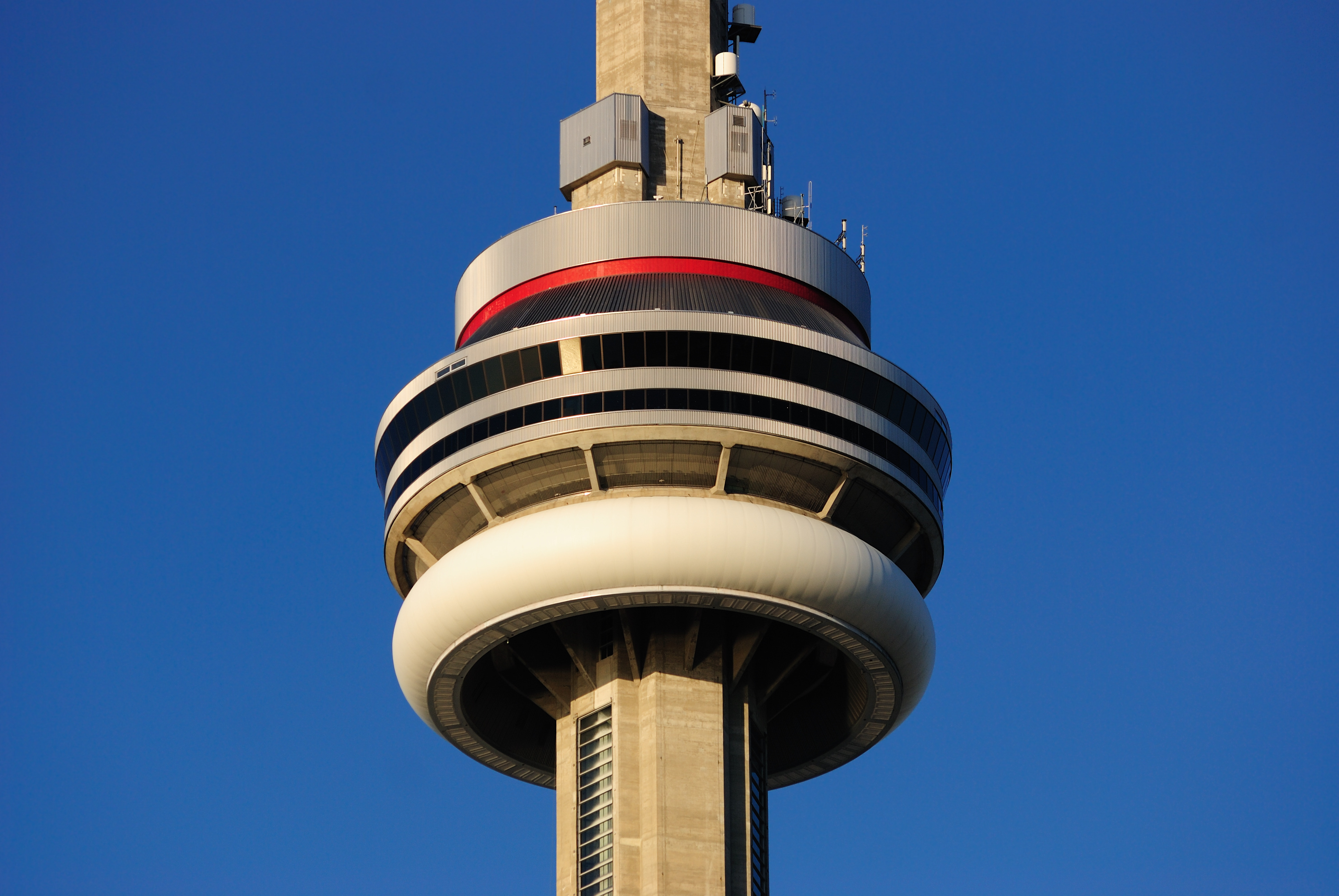
Turmkorb des CN Tower

Ein Turmkorb, seltener Turmkopf genannt, ist ein meist auskragender Baukörper eines Fernseh- oder Aussichtsturms mit einer oftmals runden Grundfläche, der sich meist im oberen Bereich des Turmschafts befindet. Der Name entstand nach Kleinmann/Weber bei der Planung im Jahr 1956 des Stuttgarter Fernsehturms durch die Assoziation zum Mastkorb eines Schiffes.

## Funktion
Vielfach beherbergt der Turmkorb von Fernsehtürmen die Betriebsgeschosse für die Mitarbeiter der funktechnischen Einrichtungen. In Aussichtstürmen und in öffentlich zugänglichen Fernsehtürmen befinden sich im Turmkorb oder auch getrennt davon Aussichtsplattformen. Einige dieser Türme verfügen zusätzlich über ein Drehrestaurant.
Betriebs- und Publikumsgeschosse von Fernsehtürmen befinden sich meist in einem einzigen Turmkorb. In einigen Fällen sind diese auch getrennt untergebracht, wie etwa dem Black Mountain Tower in Canberra, dem Heinrich-Hertz-Turm in Hamburg oder auch dem Olympiaturm in München, bei dem sich Deutsche Bundespost und Stadt nicht einigen konnten.

## Bauformen
Die Hauptzahl der Türme haben, um den von allen Seiten wehenden Wind die geringste Angriffsfläche zu bieten, um den Schaft regelmäßig kreisförmig angeordnete Turmkörbe wie Kreiszylinder. Beispiele dafür sind der Olympiaturm, der Donauturm oder der Fernsehturm Taschkent. Auf dem Kopf stehende Kegelstümpfe haben der Stratosphere Tower in Las Vegas, der Rheinturm, der Fernsehturm Eriwan und der Stuttgarter Fernsehturm, wobei letzterer im obersten Stock aus einem Zylinder und darunter aus einem Kegel besteht.
Die eher seltene Kugelform haben der Berliner Fernsehturm und der Oriental Pearl Tower. Verschieden ausgeprägte Rotationsellipsoide finden sich am Fernmeldeturm Nürnberg, oder Teile davon beim Zentralen Fernsehturm Peking.
Manchmal findet man regelmäßig im 120°-Winkel angeordnete Formen, die wenigstens die Grundlast gleichmäßig verteilen, wie beim Prager Fernsehturm, Euromast oder Torre de Collserola. Daneben gibt es aber auch asymmetrische Turmkörbe, wie beispielsweise beim Telemax in Deutschland oder noch stärker beim Fernsehturm St. Chrischona in der Schweiz zu sehen. Bei letzterem musste auch die einseitige Belastung durch 200 m³ Wasser mitberechnet werden, ohne die der Turm beim Bau leicht schief stand.
Eine weitere Sonderform stellen Bauten dar, die auf einem Gebäude, wie aus diesem nach oben herauswachsend, einen Turmstumpf mit einem Turmkorb aufgesetzt oder die einen vollwertigen Turm vom Fundament weg im Gebäude eingebaut haben. Es kann sich dabei um einen Nutzbau wie beim ehemaligen Getreidespeicher Henninger-Turm in Frankfurt handeln oder um Hochhäuser bzw. Wolkenkratzer wie das Vancouver Lookout im Harbour Centre in Vancouver.
Den nach Nutzfläche größten Turmkorb besitzt der Bordsch-e Milad in Teheran.

Varietäten von Turmkörben
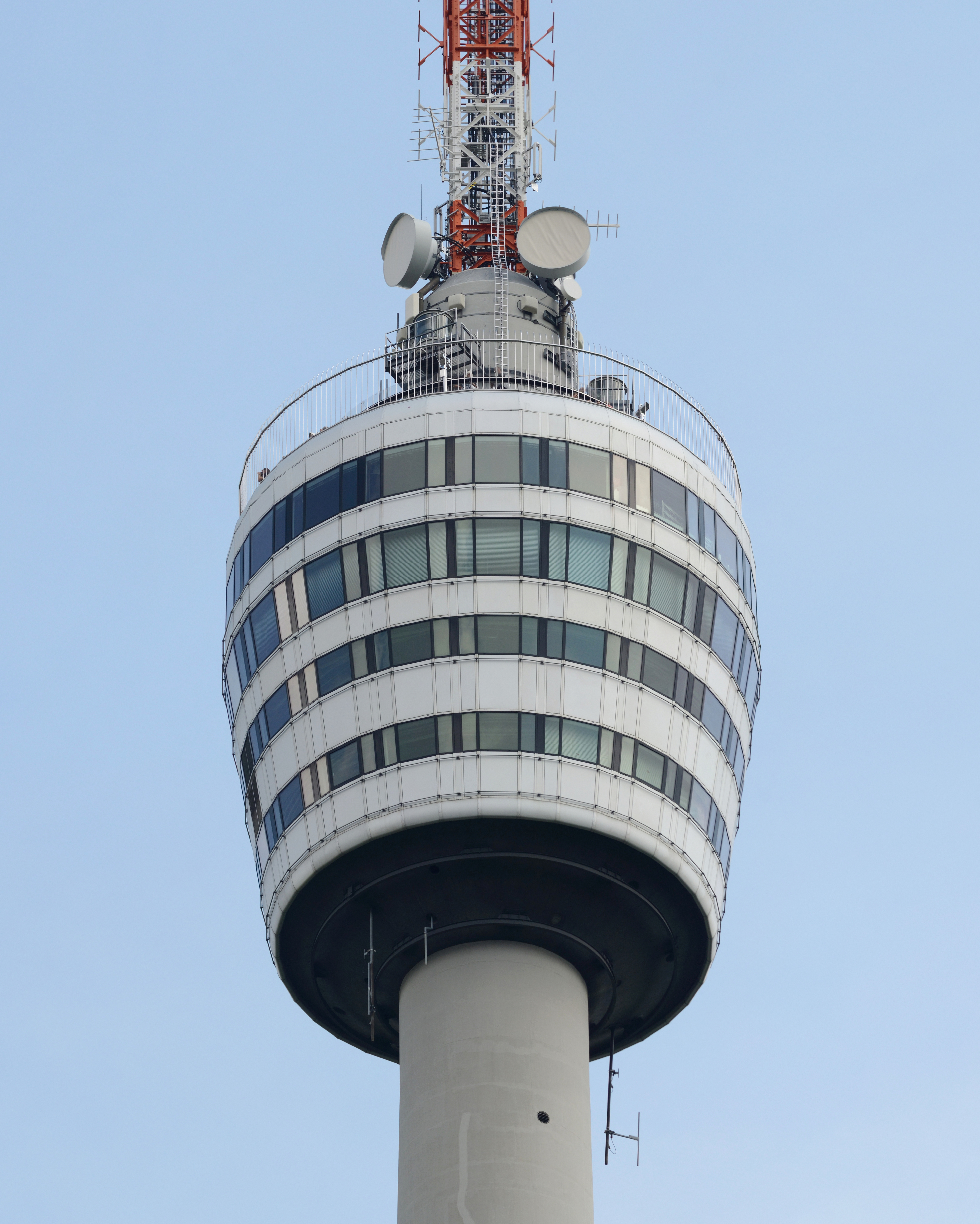
Klassischer Turmkorb beim Stuttgarter Fernsehturm
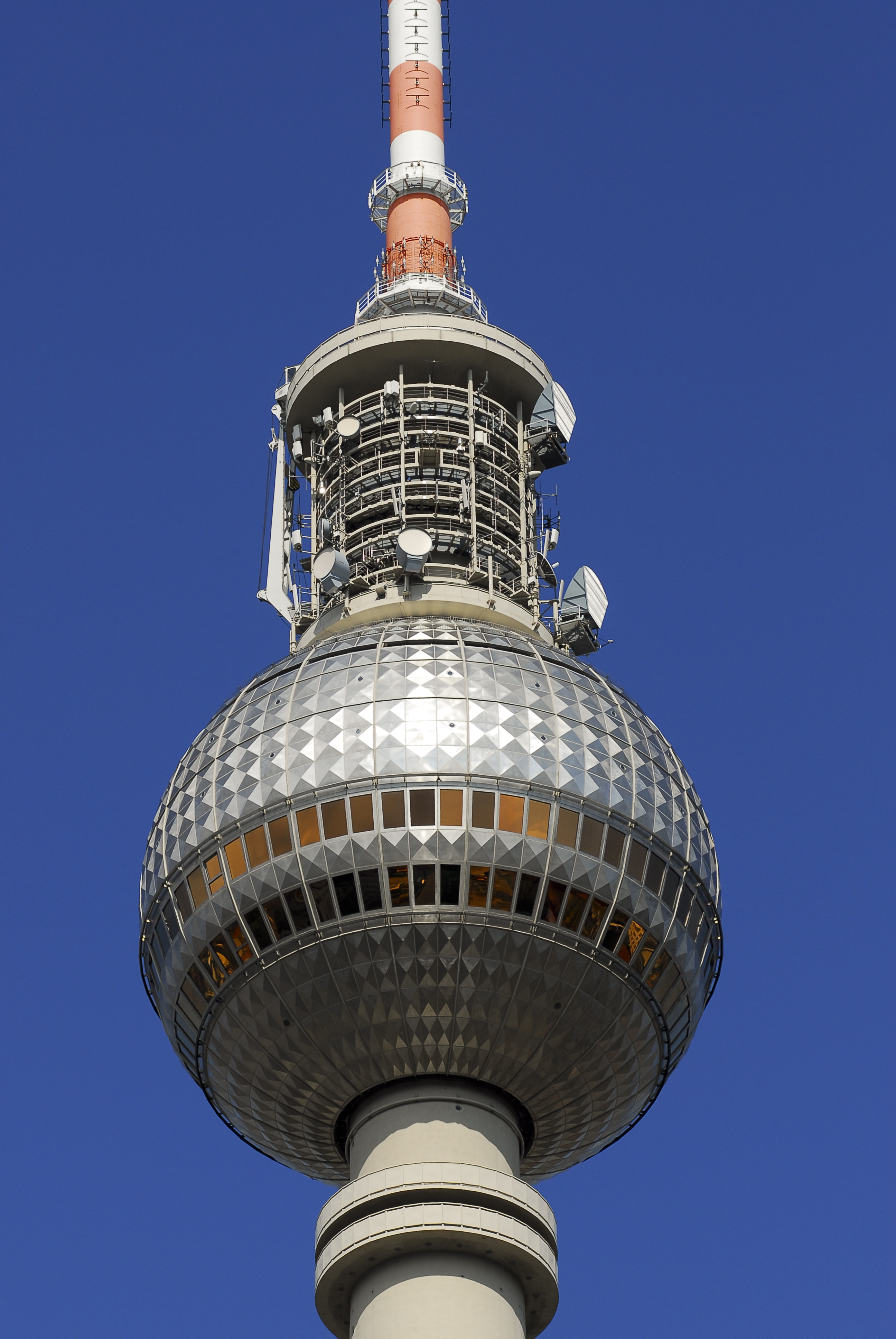
Kugelform des Berliner Fernsehturms
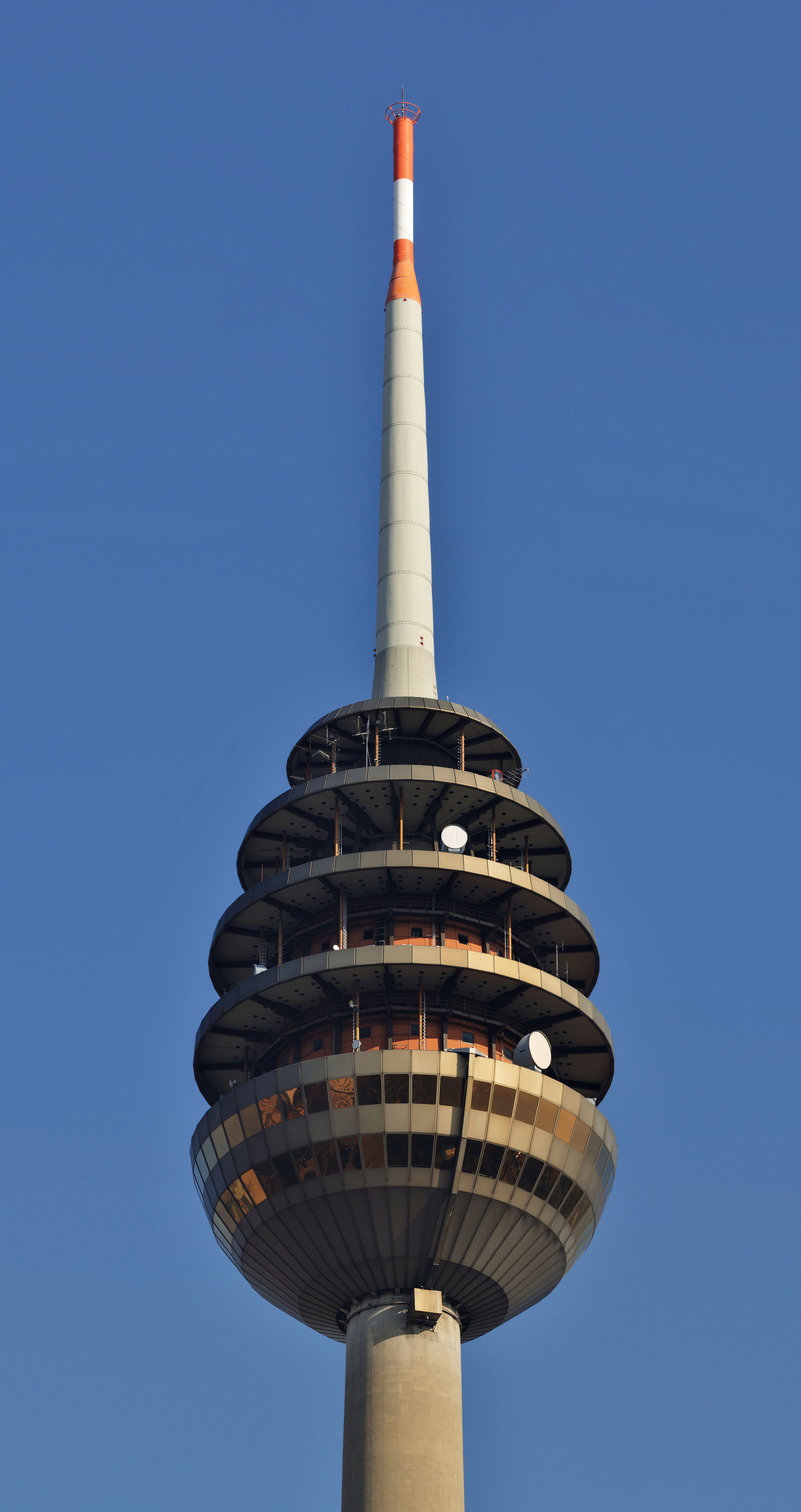
Eiform des Fernmeldeturms Nürnberg
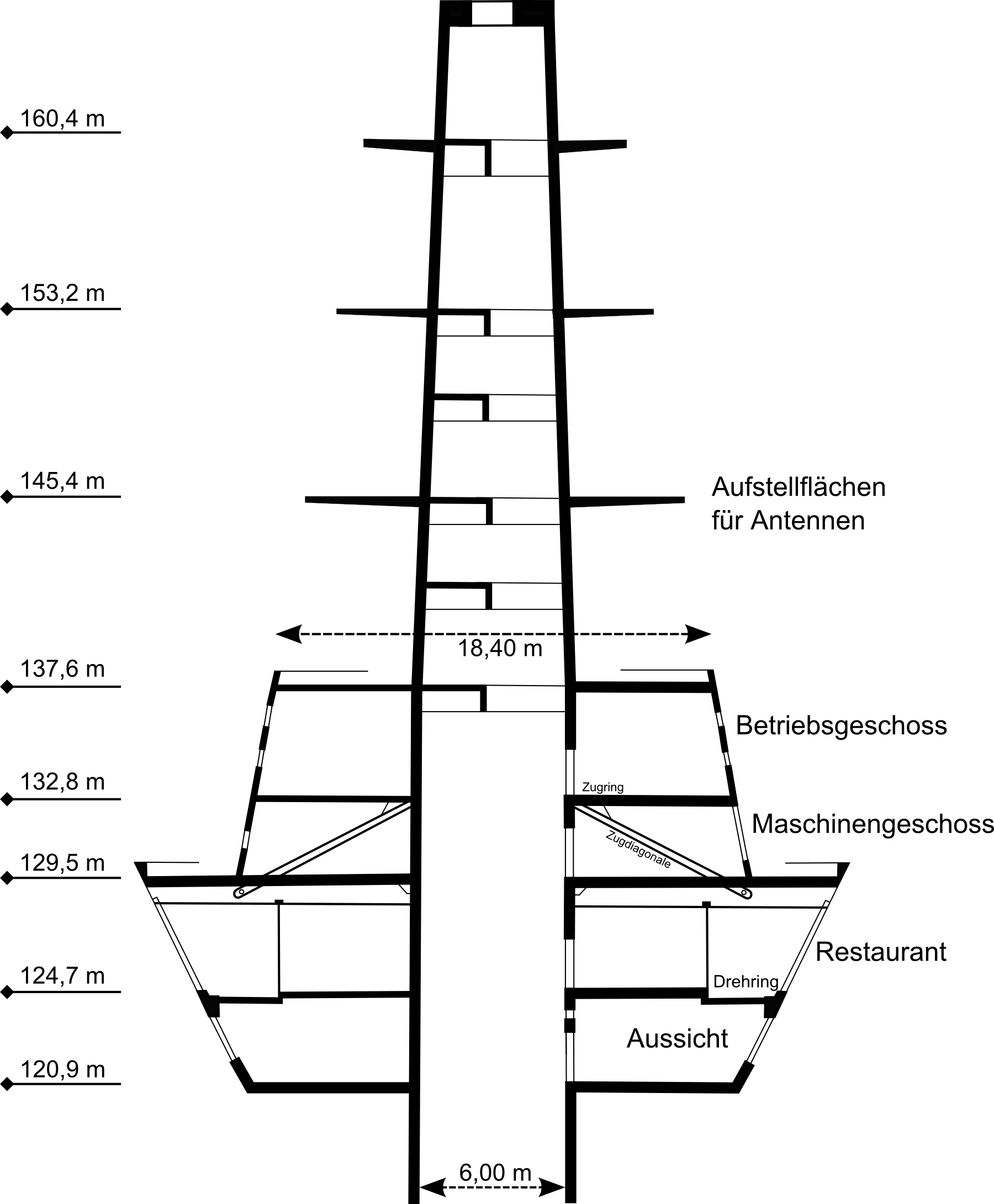
Kegelstumpfkombination beim Fernmeldeturm Mannheim
Kelchglasform beim Düsseldorfer Rheinturm
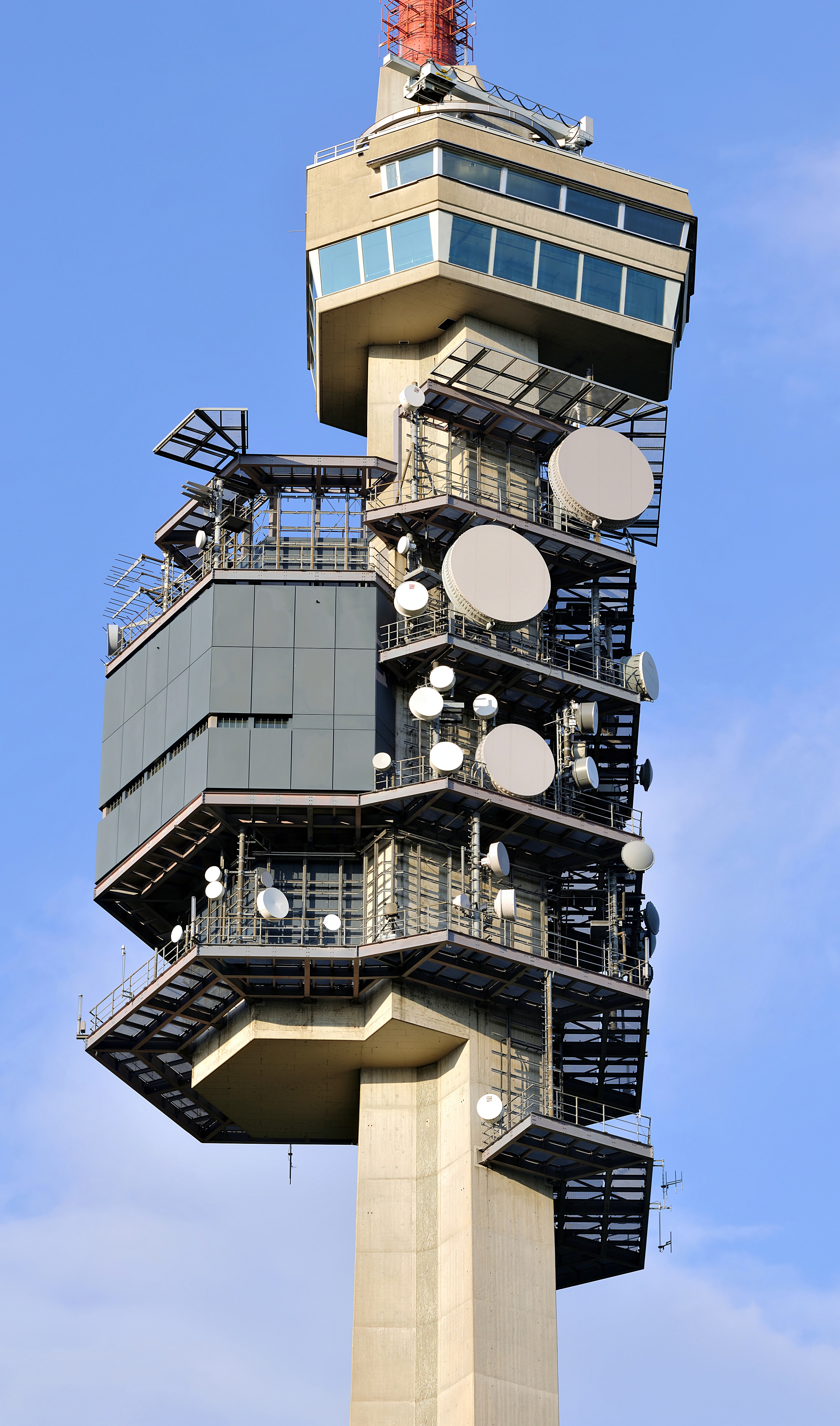
Asymmetrische Polygonalstruktur beim Fernsehturm St. Chrischona

Die Auskragung des Turmkorbes soll bei den in der Regel sehr schlanken Fernseh- und Aussichtstürmen einen Raumgewinn verschaffen. Es gibt allerdings auch Beispiele von nur gering auskragenden Turmkörben wie beispielsweise dem Fernsehturm Ostankino in Moskau oder dem Fernsehturm Emley Moor. Faktisch nicht auskragend sind der Canton Tower, der sämtliche Installationen innerhalb seiner Hülle hat, der Fernsehturm Kiew, Fernsehturm Riga und auch der Eiffelturm in Paris kommt – wie viele Stahlfachwerktürme – ohne auskragenden Turmkorb aus. Zu diesen Beispielen zählt auch der TK-Elevator-Testturm in Rottweil, der in seinem oberen Teil die höchste Aussichtsplattform in Deutschland beherbergt.